# Lago di Sorapiss
Il lago di Sorapiss (Lago de Sorapisc in ladino) è un lago naturale posto nel contesto del Gruppo del Sorapiss nelle Dolomiti, in provincia di Belluno, ad un'altitudine di 1925 metri sul livello del mare.

## Posizione
Il lago Sorapiss si trova a sud-est della città di Cortina d'Ampezzo, nel mezzo del Gruppo del Sorapiss, in un calderone di alte scogliere. La vetta più alta, la Punta Sorapiss, raggiunge i 3205 metri mentre a sud si staglia la Croda Marcora, la seconda cima del gruppo con i suoi 3154 metri. Il Sorapiss è delimitato a nord - est dalla val d'Ansiei e a sud-ovest dalla valle del Boite. A ovest, il Monte Faloria lo separa da Cortina d'Ampezzo. A sud-est, dietro il Sorapiss, si trova il blocco di 3263 metri dell'Antelao e la catena montuosa delle Marmarole.
Nelle immediate vicinanze del Lago di Sorapiss si trova il Rifugio Alfonso Vandelli, originariamente noto come Sorapisshütte. Il piccolo lago è circondato da una corona di alte montagne come ad esempio La Cesta (Ra Zesta in ampezzano) e le Cime Ciadin del Loudo. Si congela densamente in inverno, rimanendo ghiacciato fino all'inizio dell'estate.

## Accesso
Il percorso standard per il lago è il sentiero n. 215 del Club Alpino Italiano. Esso inizia dal passo Tre Croci e in 2 ore di cammino raggiunge il Rifugio Vandelli (1928 m) e l'adiacente lago (1923 m). Questo percorso fa parte dell'Alta via n. 3 delle Dolomiti (Höhenweg Nr. 3).
Sulla strada principale, dalla cima del passo verso Misurina, il sentiero si apre a poche centinaia di metri sulla destra. Su una strada forestale si raggiunge un ampio campo con uno spettacolare panorama del Monte Cristallo e delle montagne sopra Misurina. Attraverso i boschi è possibile passare davanti alle fortificazioni italiane del Vallo Alpino [1938/1942], che costituivano il sistema di difesa del Passo Tre Croci. Di questo sono ancora ben visibili i fossati anticarro che  collegano due bunker (opere che possono essere attraversate dall'esterno, ma i loro ingressi sono ufficialmente chiusi a causa del pericolo di crolli). Lasciata la foresta, si raggiungono i piedi delle enormi pareti rocciose della Cima di Marcuoira, e poi una piccola salita ci porta verso l'alto tra le torri della Cima del Laudo. Il sentiero raggiunge una ripida scogliera, con scale e una corda attaccata alle parti più pericolose per aiutare a procedere. L'ultima sezione è ancora più ripida, ma senza difficoltà. Il percorso termina al Rifugio Vandelli, gestito dalla sezione veneziana del Club Alpino Italiano.
Nelle immediate vicinanze del rifugio, al bivio del sentiero contrassegnato da un cartello, si può andare direttamente al lago. Il luogo è anche chiamato "Arena Sorapiss" perché offre maestose viste panoramiche su La Cesta e le Tre Sorelle, più a nord verso le Tre Cime di Lavaredo; di fronte a loro le falesie dei Cadini (Cadin della Neve, Cima Eötvös); più a nord-est si trovano le vette più meridionali delle Dolomiti di Sesto, la Croda dei Toni e la Cima Auronzo. Il piccolo lago è facile da passeggiare. Tra le scogliere costiere riflesse nell'acqua incredibilmente blu c'è il "dito di Dio".
Un'altra via di avvicinamento parte anch'essa dal passo Tre Croci, attraverso la forcella Marcuoira (2307 m). Il sentiero 213 inizia a sud della cappella sul passo e sale verso il pianoro di Tardeiba. Al bivio, svoltando a sinistra, si imbocca il sentiero 216 che attraversa la conca del Loùdo: da qui è possibile raggiungere il rifugio Vandelli e il lago su un pendio in rapida discesa (durata circa 3 ore).

## Galleria d'immagini

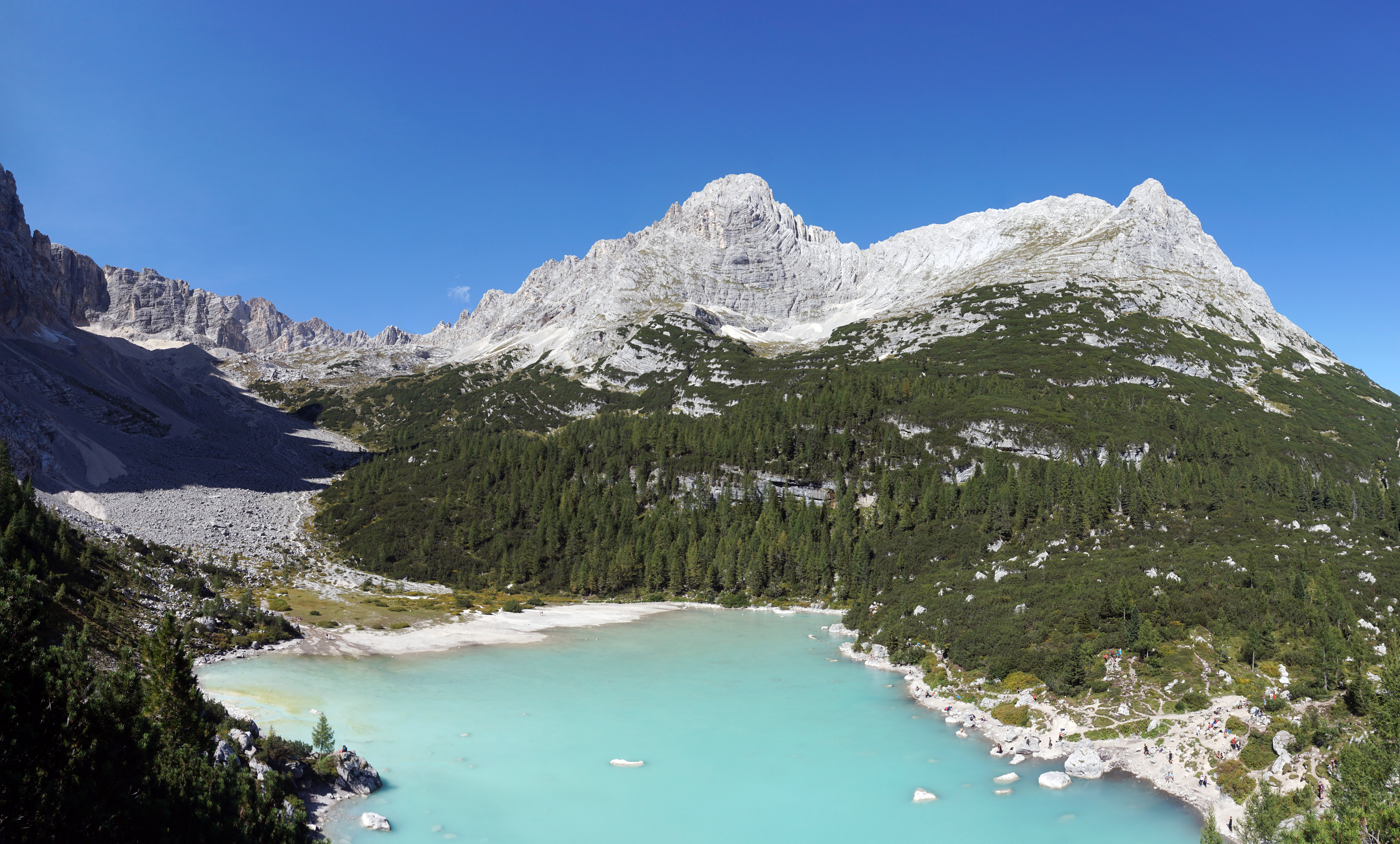
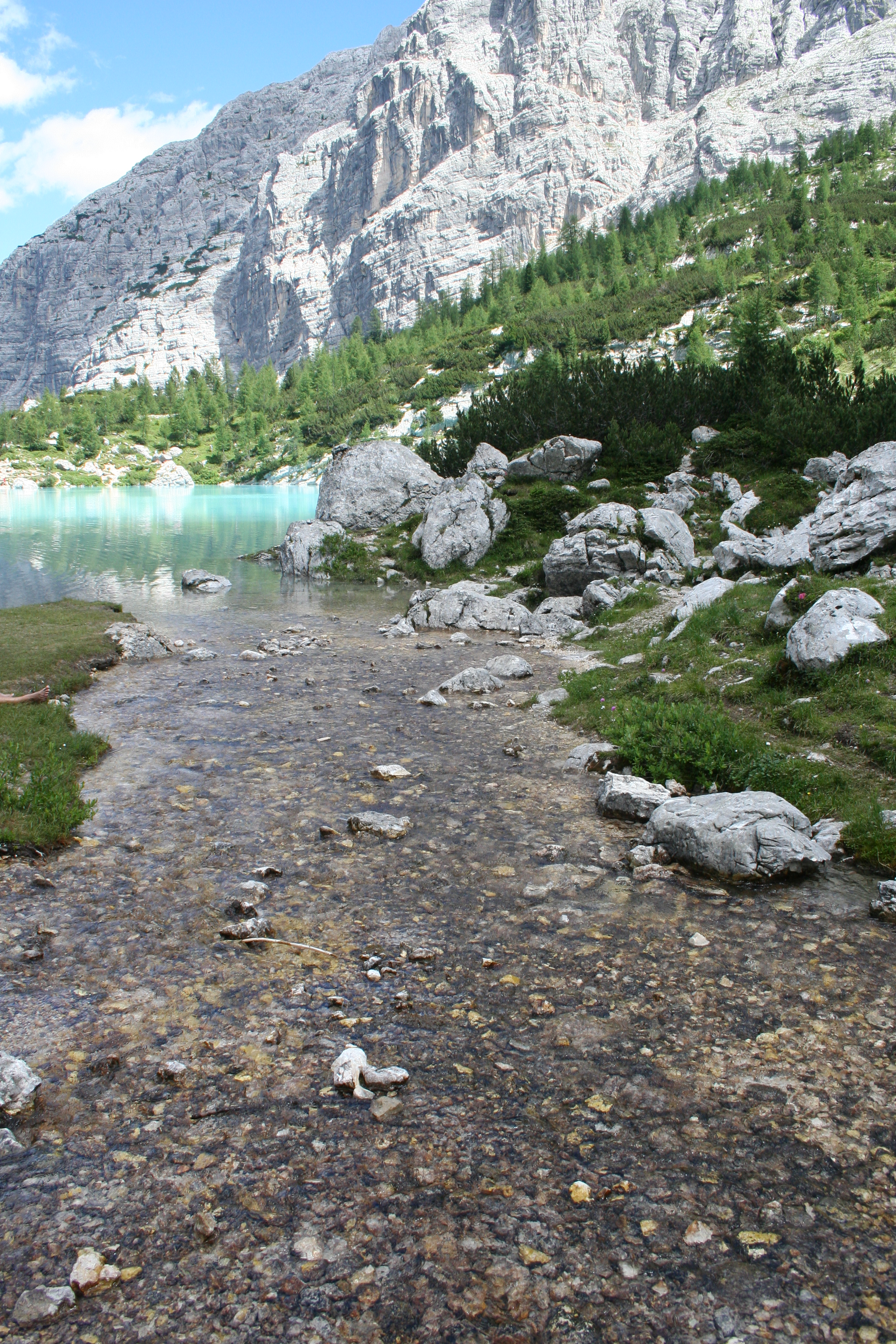
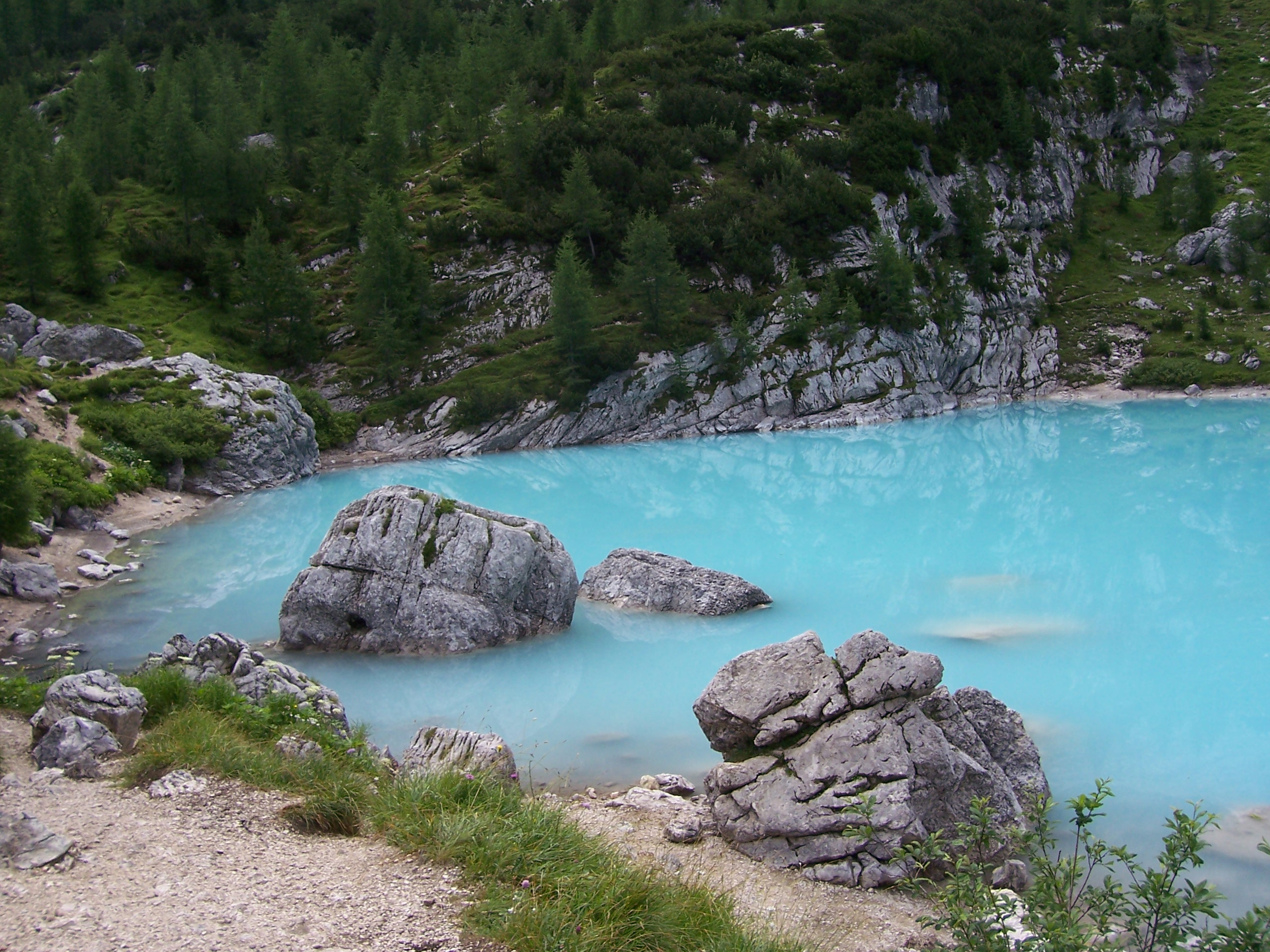
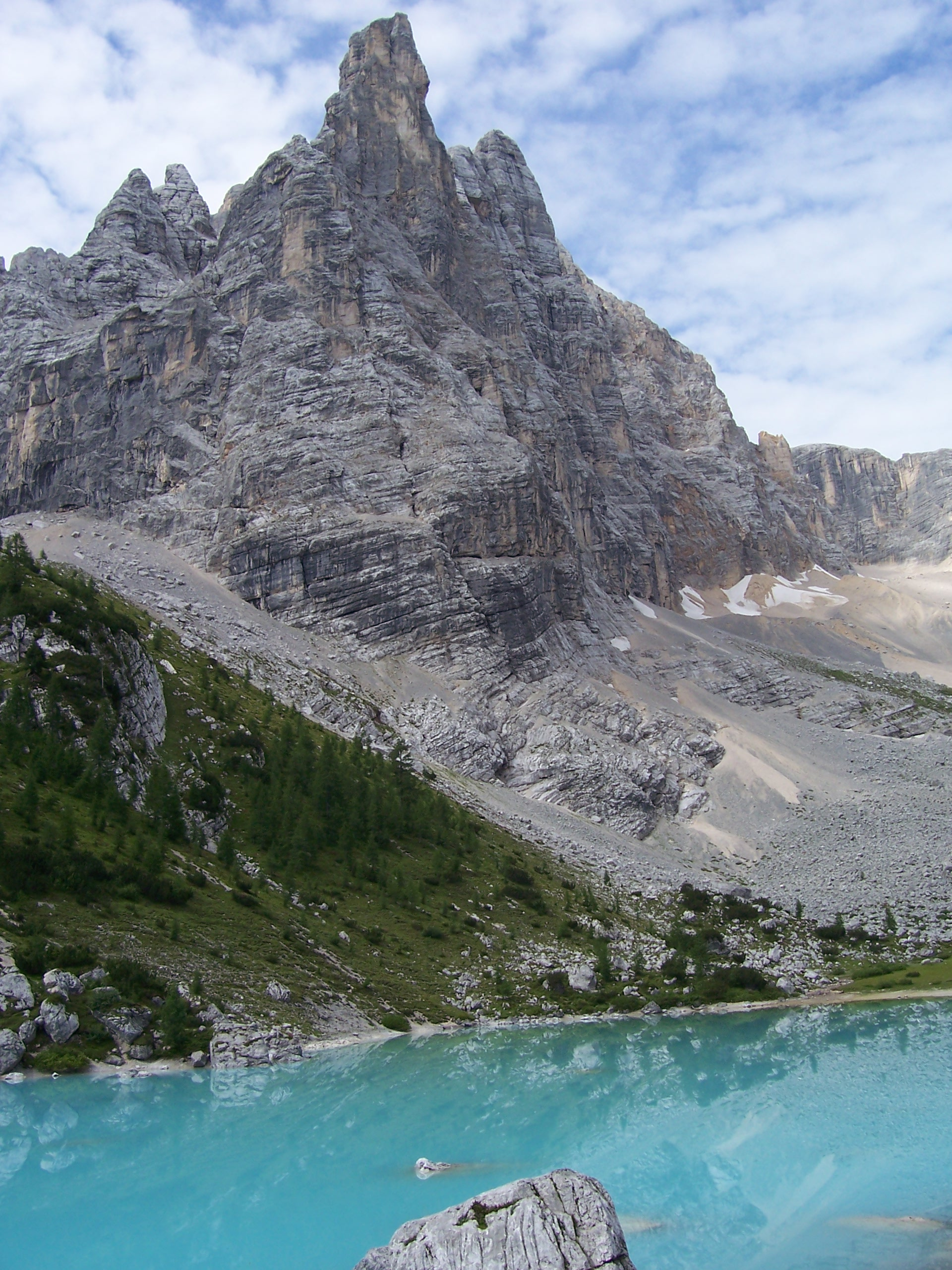